# 高丽景宗
高麗景宗（：／ Goryeo Gyeongjong；955年11月9日（陰曆九月廿二）—981年8月13日（陰曆七月十一）），姓王，諱伷（：／ Wang Ju），字長民。高麗國的第五任君主，975年─981年在位。
他是光宗長子，母為大穆王后皇甫氏。死後廟號景宗，諡號至仁成穆明惠顺熙靖孝恭懿献和大王，葬於荣陵。

## 年表
景宗於光宗六年（955年）乙卯九月丁巳出生。十六年（965年），立为太子。975年五月甲午光宗薨，景宗即位，大赦天下。先前光宗在位之時，允許官員之間互相告發，導致許多官員被冤殺、子孫被流放。景宗即位後，對被冤殺的官員進行平反，允許其子孫回朝擔任官職。然而，這又導致了互相的仇殺。太祖之子天安府院郎君王珠琳先前支持光宗壓制豪族，此時被執政王詵矯詔殺害。十月甲子加政丞金傅（即新羅的末代國君敬順王）為尚父，并且给六代祖先加尊号。
景宗元年（976年）冬十一月，宋朝遣左司御副率于延超、司農寺丞徐昭文來高麗，冊封景宗為光祿大夫、檢校、大傅、使持節玄菟州諸軍事、玄菟州都督、大順軍事，食邑三千戶。景宗遣使去宋朝慶祝即位。同年流放執政王詵，以荀質、申質為左右執政，皆兼內史令，並確定各品田柴科。此外，又派金行成到宋朝入學國子監，向宋朝献马匹及兵器。
景宗四年（979年）三月，宋朝遣使冊封景宗為侍中，加食邑一千戶。同年，原渤海国遗民数萬人前來投奔高麗。
景宗五年（980年），景宗召回了被外放隈傑縣達十一年之久的崔知夢，任命他為內議令。一天，崔知夢奏稱：「客星犯帝座，願王申戒宿衛，以備不虞。」果然王承舉兵犯闕，被崔知夢成功阻止。王承等人以謀逆罪伏誅。
景宗六年（981年）七月丙午，景宗病重。因太子王誦年幼，景宗在臨終前召堂弟開寧君王治入內，禪位給他後駕崩。開寧君王治繼位，是為成宗。諡號獻和，廟號景宗，葬于南畿山麓，陵號為榮陵。穆宗五年，加諡成穆。顯宗五年，加明惠；十八年，加順熙。文宗十年，加靖孝。高宗四十年，加恭懿。

## 评价
- 《高丽史》：王溫良仁惠，不好遊戲。末年厭倦萬機，日事娛樂，沈溺聲色。好圍碁，近小人，遠君子。由是政教衰替。
- 李齊賢評價：「文公問井地於孟子。孟子曰：『仁政必自經界始。經界不正，井地不均，穀祿不平。是故暴君汚吏必慢其經界。經界旣正，分田制祿，可坐而定也。』三韓之地，非四方舟車之會，無物産之饒貨殖之利。民生所仰，只在地力，而鴨綠以南大抵皆山，肥膏不易之田絶無而僅有也。經界之正若慢，則其利害比之中國相萬也。太祖繼新羅衰亂、泰封奢暴之後，萬事草創，日不暇給。止爲口分之法，歷四世，景宗作田柴之科。雖有　略，亦古者世祿之意。至於九一而助，什一而賦，與夫所以優君子小人者，則不暇論也。後世屢欲理之，終於苟而已矣。盖其初不以經界爲急，撓其源而求，流之淸何可得也。惜乎當時群臣未有以孟子之言講求法制啓迪而力行之也。」

## 家庭

### 兄弟
- 孝和太子（名不詳）

### 妻妾
- 獻肅王后金氏：新羅敬順王之女。
- 獻懿王后劉氏：宗室文元大王王貞之女。
- 獻哀王后皇甫氏：追尊王戴宗王旭之女，穆宗生母，號「千秋太后」。
- 獻貞王后皇甫氏：追尊王戴宗王旭之女，景宗死後與叔父安宗王郁私通生下顯宗。
- 大明宮夫人柳氏：宗室元莊太子之女。

事實上，除了獻肅王后，其他四位后妃皆為太祖的孫女，也就是景宗的堂姊妹。

### 子女

#### 子
- 高麗穆宗王诵（献哀王后生）